# Neuf de trèfle (film)
Pour plus de détails, voir Fiche technique et Distribution.
Neuf de trèfle est un film français réalisé par Lucien Mayrargue, sorti en 1938.

## Fiche technique
- Titre : Neuf de trèfle
- Réalisation : Lucien Mayrargue
- Scénario et dialogues : Lucien Mayrargue, d'après sa pièce
- Photographie : René Guichard
- Décors : Robert Dumesnil
- Musique : Jean Yatove
- Société de production : Spectacles du film
- Pays d'origine :  France
- Format : Noir et blanc - 1,37:1 - 35 mm - Son mono
- Genre : Comédie
- Durée : 87 minutes
- Date de sortie : France - 5 janvier 1938

## Distribution
- Albert Préjean : Henri Doulin
- Alice Field : Miche Doulin
- Frédéric Duvallès : François
- Pauley : Max
- Mary Serta : Simone
- Raymond Blot : le maître d'hôtel
- Anthony Gildès : le commandant
- Lionel Artigas : Peluquero
- Georges Cahuzac : le coiffeur
- Jacques Henley : le détective
- Simone Mareuil : la manucure
- Peggy Bonny : la femme de chambre
- Marfa Dhervilly : la comtesse
- Georges Péclet